# Sorin Corpodean
Sorin Corpodean (Cluj-Napoca, 29 maart 1965) is een voormalig Roemeens voetbalscheidsrechter.
Corpodean was actief als FIFA-scheidsrechter van 1997 tot 2009. Hij leidde als gastarbiter één wedstrijd in de Nederlandse Eredivisie: op zondag 22 mei 2005 was de Roemeen de leidsman bij het competitieduel AZ Alkmaar-RBC Roosendaal (1-3). Hij deelde in die wedstrijd gele kaarten uit aan Robert Molenaar en Sammy Youssouf, beiden van RBC.

## Interlands
| Datum            | Plaats                 | Wedstrijd               | Uitslag | Competitie      | Kreeg geel | Kreeg voor de tweede keer geel en dus rood | Weggestuurd |
| ---------------- | ---------------------- | ----------------------- | ------- | --------------- | ---------- | ------------------------------------------ | ----------- |
| 9 februari 1999  | Haifa, Israël          | Israël – Wit-Rusland    | 2 – 1   | Oefeninterland  | 1          | 0                                          | 0           |
| 8 september 1999 | Attard, Malta          | Malta – Ierland         | 2 – 3   | EK-kwalificatie | 0          | 0                                          | 0           |
| 11 oktober 2000  | Minsk, Wit-Rusland     | Wit-Rusland – Armenië   | 2 – 1   | WK-kwalificatie | 5          | 0                                          | 0           |
| 5 september 2001 | Luxemburg, Luxemburg   | Luxemburg – Zwitserland | 0 – 3   | WK-kwalificatie | 2          | 0                                          | 0           |
| 11 juni 2003     | Kaunas, Litouwen       | Litouwen – IJsland      | 0 – 3   | EK-kwalificatie | 1          | 1                                          | 0           |
| 28 april 2004    | Ramat Gan, Israël      | Israël – Moldavië       | 1 – 1   | Oefeninterland  | 1          | 0                                          | 0           |
| 9 oktober 2004   | Attard, Malta          | Malta – IJsland         | 0 – 0   | WK-kwalificatie | 2          | 0                                          | 0           |
| 16 augustus 2006 | Constanţa, Roemenië    | Roemenië – Cyprus       | 2 – 0   | Oefeninterland  | 2          | 0                                          | 0           |
| 11 oktober 2006  | Montbéliard, Frankrijk | Frankrijk – Faeröer     | 5 – 0   | EK-kwalificatie | 1          | 0                                          | 0           |
| 11 februari 2009 | Izmir, Turkije         | Turkije – Ivoorkust     | 1 – 1   | Oefeninterland  | 3          | 0                                          | 0           |